# Vousivka ploskohlavá
Vousivka ploskohlavá, někdy nazývaná též Želva plochohlavá (Platemys platycephala) je částečně vodní želva vyskytující se na severu Jižní Ameriky. Jedná se o jediný žijící druh rodu Platemys.

## Poddruhy
Tento druh želvy vytváří dva poddruhy. Jedním je P. p. platycephala, který se vyskytuje v Brazílii, Bolívii, Kolumbii, Guyaně, Venezuele a na většině území rozšíření tohoto druhu v Peru, a druhým, méně rozšířeným poddruhem je P. p. melanonata, vyskytující se v Ekvádoru a přilehlých severních oblastech Peru. Hlavním rozdílem mezi poddruhy je zbarvení krunýře, P. p. melanonata má karapax celý tmavě hnědý nebo černý.

## Popis
Vousivka ploskohlavá dosahuje délky 14–17 cm. Samice jsou v průměru o něco menší než samci a mají kratší ocas. Při ohrožení želva zatáhne všechny vnější části těla do krunýře, přičemž krk stočí na stranu a hlavu schová pod krunýř. Má mimořádně plochý krunýř, který jí umožnuje skrývat se pod kameny a v nánosech vodního detritu. Karapax je tmavý, kaštanově hnědý nebo žlutý s hnědými skvrnami a dvěma podélnými hřebeny. Želva plave špatně, obývá mělké kalužiny či tůně a pohybuje se v lese po zemi. Potravu hledá na souši i ve vodě. Živí se vodním hmyzem, červy, plži, obojživelníky a některými druhy rostlin. Samice snáší do mělké rýhy nebo přímo na povrch půdy jediné vejce a zakrývá ho tlejícím listím.